# Tomaszów (powiat radomski)
Tomaszów – wieś w Polsce położona w województwie mazowieckim, w powiecie radomskim, w gminie Skaryszew. Ma status sołectwa.
W latach 1975–1998 miejscowość należała administracyjnie do województwa radomskiego.
Wieś jest siedzibą rzymskokatolickiej parafii św. Jadwigi Królowej.